# Eva Damen
Eva Damen (Wehl, 11 juli 1979) is een Nederlandse actrice en stemactrice, die vooral bekend is van haar rol van Aaltje in De co-assistent  en haar rol in de jeugdserie AAP (2022 NPOZapp). In 2016 won zij de Prijs voor Beste Actrice op het 48hr Film Festival te Eindhoven. Eva spreekt dagelijks in voor radio en tv, ook leent zij haar stem aan vele audioboeken.

## Biografie
Eva Damen werd geboren in het Gelderse Wehl. Na haar middelbare school startte ze in 1997 een opleiding Engelse Taal- en Letterkunde. 
Na haar propedeuse Engelse Taal- en Letterkunde aan de Universiteit Utrecht, stapte Eva over naar de Toneelacademie Maastricht, Institute of Performative Arts, waar ze in 2002 afstudeerde (voltijds Bachelor in Acting). 
Direct na de Toneelacademie speelde Eva onder andere voor het Noord Nederlands Toneel, Toneelgroep Oostpool en later bij Wetten van Kepler, Het Nationale Toneel en SENF Theaterpartners.
In 2014 speelde zij in het toneelstuk rond het leven van Anne Frank, Miep Gies. Sinds 2008 is zij een veelgevraagde stem en voiceover voor luisterboeken, commercials en tekenfilms. Eva's stem is dagelijks te horen op radio en tv. Daarnaast speelt Eva ook zeer regelmatig in diverse Nederlandse tv-producties en commercials. 

## Filmografie

### Film
- 2004: Staatsgevaarlijk, als verpleegster
- 2005: Guernsey, als nieuwe vrouw Verkerke
- 2007: Wolfsbergen, als tandartsassistente
- 2007: HannaHannah, als Jantien
- 2009: One Night Stand 4: De Tangoman, als Marianne
- 2011: Kasteel Amerongen, als Aleida van Wouters
- 2013: Bro's Before Ho's, als Paula
- 2016: Moos, als Sharon
- 2016: Second Date, als Mary
- 2021: Zwaar verliefd! 2, als Alma
- 2024: Het boek van alle dingen, als Tante Fie

### Televisie
- 2006: Evelien, als juf Floor
- 2007: Shouf Shouf!, als Frédérique
- 2008: Spoorloos verdwenen, als Renate Moret
- 2008: De co-assistent, als Aaltje van Dongen
- 2010: Lijn 32, als medewerker bejaardentehuis
- 2011: Seinpost Den Haag, als Marleen van Dam
- 2014: Moordvrouw, als Lucille Willems
- 2014: Flikken Maastricht, als Astrid
- 2015: Bagels en Bubbels, als Rita van Hessen
- 2016: Divorce, als Manon
- 2017: B.A.B.S., als Rakje
- 2017: Soof: een nieuw begin, als Anja
- 2018: Dokter Deen, als Annabel de Ruijter
- 2019: Nieuwe buren, als yoga-docent
- 2019: Dit zijn wij, als docent Edgar
- 2019: De regels van Floor, als Baukje
- 2020: Dertigers, als Birgit
- 2022: AAP, als Nora Kleverlaan
- 2022: Oogappels

### Theater
- 2014: Anne
- 2018: Wat ik moest verzwijgen